# Palatul Academiei Comerciale
Palatul Academiei Comerciale este un edificiu din București, sectorul 1 situat în Piața Romană, sediul Academiei de Studii Economice. Palatul, construit între anii 1916-1926, după planurile arhitecților Grigore Cerchez, Edmond van Saanen Algi și Culina Arghir, este un simbol al municipiului București.